# Хай-фай (филм)
„Хай-фай“ (на македонска литературна норма: „Хај-фај“) е социален филм от Република Македония от 1987 година на режисьора Владимир Блажевски по сценарий на Горан Стефановски.
Главните роли се изпълняват от Данчо Чевревски, Фабиян Шовагович, Мето Йовановски, Вукосава Донева.

## Сюжет
Чрез фрагмент от живота на Борис и сина му Матей, филмът говори за сблъсъка на поколенията, за създадената празнина заради идеологическата отсянка, която единият я има, а другият не притежава. Политическият затворник Борис, след няколко години, прекарани в затвора, се завръща у дома. В апартамента, в който след развода с жена си живее сам, вече живее неговият син Матей. Синът е вече възрастен човек, който се опитва да се утвърди като музикант. В апартамента е разположено импровизирано студио. Начинът, по който живее Матей, неговата връзка с девойката Мира, хората, с които той контактува не се харесват на Борис. Той смята, че това е безсмислен живот, без планове и идеали. Сблъсъкът на поколенията изтезава и бащата, и сина, неуспявайки да намерят общ език. В крайна сметка Борис заминава за родното си село с Матей, където Борис осъзнава празнотата на собствения си живот и заблудите, в които е живял. В края на филма синът, останал сам, се скита из селото.